# Новый Урал (Удмуртия)
Новый Урал — деревня в Завьяловском районе Удмуртии, входит в Каменское сельское поселение.

## География
Находится в 21 км к югу от центра Ижевска и в 16 км к юго-западу от Завьялово. В 2—3 км к юго-западу от деревни находится большое число садово-огородных массивов («Мелиоратор», «Мечта», «Олимпийский», «Оружейник», «Союз») и конечные остановки сезонных автобусов до Ижевска № 433 и 443.

## Население
| 2010 | 2012 |
| ---- | ---- |
| 8    | ↗9   |

## История
Впервые починок Новый Динтем-Бодья (Урал) упоминается в подворной описи Вятской губернии 1884-1893 гг. Находилось в Сарапульском уезде Вятской Губернии. В починке находился один двор с 6 жителями. В справке сказано, что починок находится при речке Урал в 40 вёрстах от города Сарапул, в 23 верстах от правления волости и в 12 верстах от училища и церкви. Жители - русские, сельские обыватели, православные